# Elecciones generales de Zambia de 1978
Las elecciones generales de Zambia de 1978 tuvieron lugar el 12 de diciembre del mencionado año con el objetivo de renovar la presidencia de la República y los 125 escaños de la Asamblea Nacional, que ejercerían sus funciones por el período 1979-1984. Fueron las terceras elecciones desde la independencia de Zambia en 1964, y las segundas bajo el régimen de la «Segunda República» (1973-1990). Bajo el sistema político vigente, el país era un estado de partido único con el Partido Unido de la Independencia Nacional (UNIP) como única formación política legal.
El país llegó a las elecciones en el medio de una grave crisis económica, que había comenzado en 1973, cuando el aumento de los precios del petróleo y la caída de los precios del cobre se combinaron para reducir los ingresos del estado de las minas nacionalizadas, poniendo en jaque el sistema de economía socialista planificada impuesto por el presidente Kenneth Kaunda. En ese contexto, antiguos rivales políticos de Kaunda como Simon Kapwepwe y Harry Nkumbula, dirigentes opositores del período previo a la instauración del régimen unipartidista, buscaron disputarle la nominación presidencial del UNIP en la Conferencia Nacional del Partido. Sin embargo, Kaunda los neutralizó con éxito al añadir nuevas disposiciones que dificultaban la presentación de una candidatura presidencial alternativa, ganando con facilidad la nominación sin oposición. Su nuevo mandato presidencial todavía debía someterse a un referéndum público. La elección vio un gran aumento de las candidaturas parlamentarias, con hasta 762 personas presentando documentos de nominación para disputar las primarias del UNIP. Kaunda ejerció asiduamente su poder para vetar candidatos que se consideraban «poco convenientes», y hubo seis circunscripciones en las que solo un candidato pudo presentarse, ganando sin oposición.
En última instancia, la participación fue mucho más alta que en las anteriores elecciones, con el 66,72% de los electores emitiendo sufragio. Kaunda fue ratificado en el cargo por un cuarto mandato consecutivo con el 80,74% de los votos, el porcentaje más bajo que obtendría en toda sus victorias. La principal fuente de votos opositores al gobierno provino del sur, antiguo bastión del Congreso Nacional Africano de Zambia, donde el «No» estuvo sorpresivamente cerca de ganar a pesar de que no se permitió hacer campaña por esa opción.

## Sistema electoral
Las elecciones se realizaron bajo el texto constitucional sancionado el 25 de agosto de 1973. Bajo estas disposiciones, Zambia era una república presidencialista de partido único, con el Partido Unido de la Independencia Nacional como única fuerza política legal. La Conferencia General del UNIP escogía al presidente del partido, que se convertiría automáticamente en su candidato presidencial único. Para presentar la precandidatura presidencial, los potenciales aspirantes debían haber sido miembros del UNIP por al menos cinco años y reunir el apoyo de doscientos militantes del partido en cada provincia. Este candidato único sería sometido a un referéndum público en simultáneo con las elecciones parlamentarias. Los votantes tendrían la opción de aprobar o rechazar al candidato propuesto para un mandato de cinco años, con posibilidad de ser reelegido indefinidamente. La opción del «Sí» sería representada en la boleta electoral por un águila, mientras que la opción «No» sería representada por una rana.
La Asamblea Nacional unicameral se componía de 136 escaños, 125 de los cuales se elegían por medio de escrutinio mayoritario uninominal, con el país dividido en 125 circunscripciones para tal fin. La elección parlamentaria se realizaba en dos etapas. En la primera se celebraban elecciones primarias dentro del UNIP, en las cuales solo podían votar los miembros del partido, para luego realizarse la votación propiamente dicha, en la que participaban todos los electores registrados. Todo ciudadano de Zambia que hubiera alcanzado la edad de dieciocho años tendría derecho a registrarse como votante, a menos que hubiera declarado su lealtad a un Estado extranjero, fuese declarado mentalmente insano, estuviera condenado a muerte o prisión, o careciera de una tarjeta de registro nacional emitida a él en virtud de la Ley de Registro Nacional. Además, no tendría derecho a votar ninguna persona que hubiera sido condenada por una práctica corrupta o ilegal dentro de los cinco años anteriores a la elección en cuestión, que hubiera sido declarada culpable de tal práctica en el juicio por medio de una petición electoral, o que se encontrara bajo cualquier tipo de custodia legal el día de la votación. El registro nacional de votantes se revalidaba cada cinco años, y se haría una revisión anual del mismo. El voto no era obligatorio.
Todo ciudadano en pleno goce de sus derechos mayor de veintiún años, que fuera miembro del UNIP y supiera leer y escribir en inglés tendría derecho a postularse como precandidato a miembro de la Asamblea Nacional en las elecciones primarias. Para postular su precandidatura, los potenciales aspirantes debían presentar el respaldo por medio de firma de nueve votantes registrados en la circunscripción que deseaban disputar, más un depósito electoral de 25 kuachas (aproximadamente 31 dólares estadounidenses al momento de las elecciones de 1978). Tras las primarias, los tres precandidatos más votados serían sometidos al Comité Central del partido, que definiría si estos podrían presentarse o no a la elección general. A todos los precandidatos que superaran el 5% de los votos en la elección primaria (independientemente de si lograran o no ubicarse en los primeros tres puestos) se les reembolsaría su depósito electoral. Si el Comité Central determinaba que una candidatura era contraria a los intereses del Estado, esta quedaba desestimada y el precandidato que le siguiera en votos podría acceder a la candidatura. En la elección general, el candidato más votado en su circunscripción resultaba electo. El presidente luego designaría a otros diez miembros de la Asamblea Nacional y esta elegiría a un portavoz por fuera de sus miembros, ocupando este también un cargo parlamentario.

## Resultados

### Elección presidencial

#### Nivel general
|  | 80.74 % |

|  | 19.26 % |

|  | 96.60 % |

|  | 3.40 % |

|  | 100.00 % |

|  | 66.72 % |

#### Resultados por provincia
| Provincia                         | Sí        | Sí     | No      | No     | Válidos   | Blancos/ Nulos | Registrados/Participación | Registrados/Participación | Registrados/Participación |
| Provincia                         | Votos     | %      | Votos   | %      | Válidos   | Blancos/ Nulos | Registrados/Participación | Registrados/Participación | Registrados/Participación |
| --------------------------------- | --------- | ------ | ------- | ------ | --------- | -------------- | ------------------------- | ------------------------- | ------------------------- |
| Central                           | 88,432    | 83.88% | 16,994  | 16.12% | 105,426   | 3,351          | 108,777                   | 66.2%                     | 164,295                   |
| Copperbelt                        | 227,279   | 80.34% | 55,621  | 19.66% | 282,900   | 12,623         | 295,523                   | 71.7%                     | 411,980                   |
| Oriental                          | 166,324   | 96.40% | 6,206   | 3.60%  | 172,530   | 3,829          | 176,359                   | 70.1%                     | 251,744                   |
| Luapula                           | 84,516    | 81.99% | 18,567  | 18.01% | 103,083   | 3,086          | 106,169                   | 70.5%                     | 150,656                   |
| Lusaka                            | 131,557   | 85.62% | 22,104  | 15.38% | 153,661   | 7,693          | 161,354                   | 72.7%                     | 222,062                   |
| Norte                             | 111,765   | 74.17% | 38,916  | 25.83% | 150,681   | 3,342          | 154,023                   | 68.6%                     | 224,506                   |
| Noroeste                          | 81,391    | 95.96% | 3,427   | 4.04%  | 84,818    | 2,361          | 87,179                    | 72.5%                     | 120,282                   |
| Sur                               | 70,025    | 51.17% | 66,818  | 48.83% | 136,843   | 5,393          | 142,236                   | 59.8%                     | 237,728                   |
| Occidental                        | 64,838    | 80.14% | 16,066  | 19.56% | 80,904    | 3,085          | 83,989                    | 44.5%                     | 188,628                   |
| Total                             | 1,026,127 | 80.74% | 244,719 | 19.26% | 1,270,846 | 44,763         | 1,315,609                 | 66.72%                    | 1,971,881                 |
| Fuente: African Election Database |           |        |         |        |           |                |                           |                           |                           |

### Asamblea Nacional
|  | 100.00 % |

|  | 0.00 % |

|  | 0.00 % |

|  | 100.00 % |

|  | 69.04 % |